# 牟作云
牟作云（1913年9月18日—2007年3月16日），直隶省武清县（今属天津市）人，中国前篮球运动员，教练员。他在柏林1936年夏季奥林匹克运动会中，参加了男子篮球比赛。他在赛程中共上场比赛两场。

## 荣誉
1999年，当选“新中国篮球50杰”。
2019年入围FIBA篮球名人堂。

## 資料來源
1. ↑  . 中新网.   [2020-01-05].